# سانور (مستوطنة)
سانور (بالعبرية: שָׂא נוּר) كانت بؤرة استيطانية إسرائيلية في شمال الضفة الغربية، تتبع إدرايًا لمجلس شمرون الإقليمي حتى عام 2005، قبل الهدم، كانت سانور موطنًا لـ 43 عائلة.

## الانفصال أحادي الجانب
في سبتمبر 2005، تم إجلاء سكانها البالغ عددهم 105، وبدأ جنود الجيش الإسرائيلي في تفكيك سانور كجزء من فك الارتباط الإسرائيلي من غزة، يمثل هدم سانور وحومش نهاية الجزء المركزي من خطة فك الارتباط.

## محاولات لإعادة البناء
منذ الهدم ، حاولت الجماعات الصهيونية الدينية العودة إلى سانور ، من أجل إعادة بناء المجتمع، في 8 مايو 2008، بعد تجمع حاشد ليوم الاستقلال في حومش، انطلقت مجموعة من 150 فرد ليلاً في سانور، بمن فيهم العديد من السكان السابقين.
في 30 يوليو 2015، في الذكرى السنوية العاشرة منذ الطرد، حاول 250 شخصًا، من 20 عائلة سابقة، الإقامة في سانور، قبل أن يطردهم الجيش الإسرائيلي قسراً.
في أواخر يوليو 2018، قام 200 مستوطن، بدعم من أعضاء بيت يهودي، شولي المعلم وبيزاليل سموتريتش، بإعادة النظر في المنطقة كجزء من خطة لتحدي خطة فك الارتباط التي أدت إلى تفكيك المستوطنة.

## الجانب القانوني
يعتبر المجتمع الدولي المستوطنات الإسرائيلية في الضفة الغربية غير قانونية بموجب القانون الدولي، لكن الحكومة الإسرائيلية تعارض ذلك.